# Neuenkirchen-Vörden
Neuenkirchen-Vörden è un comune di 9 021 abitanti della Bassa Sassonia, in Germania.
Appartiene al circondario (Landkreis) di Vechta (targa VEC).